# Karol I Dobry
Karol I Dobry (ur. 1080–1086, zm. 2 marca 1127) – hrabia Flandrii, błogosławiony Kościoła katolickiego.

## Życiorys
Karol urodził się ok. 1083 roku, jako syn Kanuta IV Świętego, króla Danii i Adelajdy, córki hrabiego Roberta I.
Ojciec Karola został zamordowany w 1086 r. Po tym wydarzeniu, Karol wraz z matką, uciekli z Danii i udali się do Flandrii. Następne lata Karol spędził na dworze swojego dziadka Roberta I i wuja Roberta II. W 1092 r. jego matka wyjechała do południowej Italii, gdzie poślubiła księcia Apulii, Rogera Borsę.
 W 1096 r. Karol towarzyszył swojemu wujowi podczas I krucjaty. Po powrocie brał udział w walkach z Anglikami.
 W 1111 r. zmarł Robert II i nowym hrabią został jego syn, a cioteczny brat Karola, Baldwin VII Hapkin. Karol, wiele lat odeń starszy, stał się jednym z jego najbliższych doradców. Baldwin odwdzięczył mu się aranżując w 1118 r. jego małżeństwo z Małgorzatą de Clermont, córką hrabiego Renalda II de Clermont i Adeli de Vermandois.
We wrześniu 1118 Baldwin VII został ciężko ranny podczas wojny z królem Anglii Henrykiem I, popierając sprawę pretendenta, Wilhelma Clito. Baldwin nie posiadający własnych dzieci wyznaczył Karola jako swojego następcę. W 1119 r. zmarł z ran odniesionych w bitwie. Karol został hrabią, ale temu wyborowi sprzeciwiła się wdowa po Robercie II, Klemencja Burgundzka, która poparła innego krewniaka swojego zmarłego syna, Wilhelma z Ypres. Karol przezwyciężył jednak wszystkie przeszkody i utwierdził swoją władzę nad Flandrią.
Karol po objęciu władzy nad Flandrią wycofał się z popierania sprawy Wilhelma Clito.
 Nie poparł go także podczas jego drugiej rebelii w 1123 r. Karol rządził swoim hrabstwem w sposób pokojowy. Zyskał szacunek i popularność dzięki swojej uprzejmości i szczodrości względem ubogich. Podczas klęski głodu w latach 1126–1127 osobiście nadzorował dystrybucję chleba. Przeciwdziałał również ukrywaniu zboża i sprzedawaniu go później po zawyżonych cenach.
 Te działania spowodowały, że ludzie zamieszani w ten proceder zdecydowali się zamordować Karola, co nastąpiło 2 marca 1127 r. w kościele św. Donatiana w Brugii.
Po śmierci Karola hrabią Flandrii został Wilhelm Clito.

## Kult
Zabójstwo popularnego hrabiego potraktowano jako wielki skandal. Rychło Karol zaczął być czczony jako święty i męczennik. 
W 1883 r. został beatyfikowany przez papieża Leona XIII.
Wspomnienie liturgiczne w Kościele katolickim obchodzone jest 2 marca.
W ikonografii bł. Karol przedstawiany jest w stroju królewskim. Atrybutem jego jest korona.